# Tiganj
Tiganj je priimek več znanih Slovencev:
- Senad Tiganj (*1975), nogometaš